# Delphyre coeruslescens
Delphyre coeruslescens är en fjärilsart som beskrevs av Paul Dognin 1919. Delphyre coeruslescens ingår i släktet Delphyre och familjen björnspinnare. Inga underarter finns listade i Catalogue of Life.